# Venere imperiale
Venere imperiale è un film del 1962 diretto da Jean Delannoy.
Per la sua interpretazione del ruolo di Paolina Bonaparte, Gina Lollobrigida vinse i due maggiori riconoscimenti cinematografici italiani, il David di Donatello e il Nastro d'argento.

## Trama
Paolina Bonaparte, la sorella prediletta di Napoleone, è una fanciulla esuberante ed amante della bella vita. La sua leggerezza provoca irritazione nella cognata Giuseppina, che vedendosi sottrarre un certo Canouville, suo amante, decide di convincere Napoleone ad imporre un marito alla sorella. Così avviene, Paolina sposa il generale Leclerc. Il matrimonio non muta il carattere della giovanissima sposina e per evitare lo scandalo, i coniugi Leclerc vengono mandati ad Haiti. Qui Paolina resta vedova e ritorna a Parigi dove sposa il principe Borghese. Con il nuovo marito si trasferisce a Roma ed anche qui prosegue la sua vita improntata alla massima leggerezza e dà grande scandalo arrivando a posare nuda per lo scultore Canova. Questa statua viene vista da Canouville, che si trova a Roma, e subito tra i due comincia una relazione, che ha termine solamente con il precipitare degli avvenimenti internazionali. C'è la campagna di Russia. Canouville muore e Napoleone è sconfitto. Paolina sarà la sola della famiglia a seguire il fratello all'isola d'Elba e ad aiutarlo nella fuga. L'ultimo amore della principessa sarà il musicista Giovanni Pacini.

## Critica
Giovanni Grazzini nel Corriere della Sera del 24 dicembre 1962 " Smaltato di bei colori, gremito di splendide toilettes, ambientato in ville e palazzi di gran lusso, interpretato da un'attrice come la Lollobrigida, il film ha buoni numeri per essere considerato tra i film natalizi più preziosi...."
Il Mereghetti lo definisce un «prolisso e patinato polpettone in costume», mentre per Il Morandini «il film è decorativo e agghindato senza scatti né vigore».

## Incassi
Incasso accertato a tutto il 30 giugno 1965 £ 718.930.550

## Riconoscimenti
- 1963 - David di Donatello
  - Migliore attrice protagonista a Gina Lollobrigida
- 1963 - Nastro d'argento
  - Migliore attrice protagonista a Gina Lollobrigida